# João Domingos Bomtempo
João Domingos Bomtempo (Lisbona, 28 dicembre 1771 – Lisbona, 18 agosto 1842) è stato un pianista, compositore e pedagogo portoghese.

## Biografia

### Primi studi musicali
Dall'infanzia incominciò gli studi di musica, oboe e contrappunto con suo padre Francesco Saverio Buontempo, oboista alla Corte di Lisbona, che era giunto dall'Italia al tempo di Giuseppe I.
Studiò al Seminario Patriarcale, a 14 anni fu ammesso alla Confraternita di Santa Cecilia come cantore della Cappella Reale della Bemposta e a vent'anni prese il posto di suo padre, di cui era rimasto orfano, nell'orchestra della Real Câmara, di cui fece parte fino al 1801.

### In Francia
Nel 1801 decise di recarsi in Francia, contraddicendo le abitudini dei musici portoghesi dell'epoca, che prevedevano un'eventuale continuazione dei loro studi in Italia. Così, nel contesto storico della forma del Trattato di Badajoz e dell'aggravamento delle condizioni politiche e militari, partì per Parigi, ove incontrò il miglior ambiente per sviluppare la sua vocazione musicale. Convisse con un gruppo di esiliati adepti delle nuove correnti filosofiche e politiche, che si riunivano attorno al poeta Filinto Elísio. Con questo atteggiamento compromise la sua carriera nel genere operistico. Accolto da questo gruppo di immigrati che condividevano le sue idee liberali iniziò una carriera di pianista virtuoso alla maniera di Muzio Clementi, Johann Baptist Cramer, Jan Ladislav Dussek, che fu molto apprezzato da Fryderyk Chopin, e altri, ma allo stesso tempo pubblicò le prime composizioni di sua mano. Sono di questo periodo essa la "Grande Sonata per Pianoforte, dedicata a Sua Altezza Reale, la Principessa di Portogallo", Op. 1, il "Primo Concerto in mi bemolle per pianoforte e orchestra", Op. 2, il "Secondo Concerto per pianoforte", Op. 3, le "Variazioni sul «Minueto Afandangado»", Op. 4 e ancora la "Grande Sonata per fortepiano composta e dedicata a Madame de Genlie, Op. 5".
Le prime opere di Bomtempo furono molto apprezzate dai parigini e prontamente pubblicate dalle case editrici Leduc e Pleyel nella stessa città. Queste opere hanno una forte ispirazione in Clementi.
Quando nel 1804 conseguì una fama realmente importante, apparve, fra l'altro, alla Salle Olympique come pianista e compositore.

### A Londra
Nel frattempo, in Portogallo, le truppe di Napoleone soffrivano pesanti sconfitte inflitte loro dall'esercito anglo-portoghese e la sua situazione in Francia cominciò a farsi delicata, per cui si trasferì a Londra nel 1810, anno in cui la sua 1ª Sinfonia era oggetto dei maggiori elogi da parte della critica parigina. Nella capitale britannica fu ancora una volta ben ricevuto dalla comunità portoghese. Anche alcune famiglie dell'aristocrazia inglese gli diedero il benvenuto, specialmente come professore di pianoforte. È allora che entrò in relazione con alcuni dei più importanti musicisti del suo tempo, come Muzio Clementi e John Fielde fu professore della figlia di Lady Hamilton.
I contatti con Clementi, a cui lo legavano rapporti di amicizia fin dal periodo parigino, divennero più frequenti ed è nella casa editrice del musicista italiano che Bomtempo pubblicherà la maggior parte delle sue opere. Pubblicò le "Variazioni su un tema di Paisiello - Nel cor più non mi sento", Op. 6, il "Terzo Concerto per pianoforte", Op. 7, il "Capriccio e Variazioni su «God Save The King»", Op. 8, "Tre grandi sonate per pianoforte", Op. 9, e molte altre composizioni. Dato il profilo delle persone che frequentava in questo periodo è probabile che risalga a questa data la sua iniziazione nella massoneria.
Il 13 maggio 1813, Domingos António de Sousa Coutinho, conte di Funchal, diplomatico, ambasciatore di Portogallo a Londra, realizzò un grande festival con due propositi: celebrare l'anniversario del regno di Giovanni VI e l'espulsione dell'Esercito francese dal territorio portoghese a seguito della disfatta di Massena. Influenzato dall'euforia che si diffuse dopo la vittoria anglo-portoghese, João Domingos Bomtempo compose una cantata intitolata "Inno lusitano", Op. 10, sui versi del poeta liberale Vicente Pedro Nolasco da Cunha. In questo festival eseguì davanti a un pubblico di alto livello che comprendeva quasi tutti i ministri britannici. Le opere composte in questo periodo comprendono la "Prima Grande Sinfonia", Op. 11, eseguita per la prima volta a Londra nel 1810, il "Quarto Concerto per pianoforte", Op. 12, eseguito dall'autore in Hanover Square, una "Sonata facile per pianoforte", Op. 13, la "Grande Fantasia per pianoforte", Op. 14, che dedicò a un illustre immigrato, liberale e suo amico, Ferreira Pinto, "Due sonate e un'aria popolare con variazioni per pianoforte", Op. 15 e un "Quintetto per pianoforte", Op. 16.

### In Portogallo o all'estero a seconda dei mutamenti politici
Nel 1815, dopo il Congresso di Vienna, ritornò in Portogallo nel contesto di un'Europa pacificata. In questa fase compose "La pace d'Europa", cantata, Op. 17, che ebbe un'edizione in Portogallo, in versione ridotta con il titolo "L'annuncio della Pace". Preoccupato per il mancato riconoscimento della musica strumentale portoghese del periodo classico, una delle idee che aveva in mente era fondare in Portogallo una società di concerti alla maniera della Royal Philharmonic Society londinese. Cercava in questo modo di colmare una grave lacuna nella cultura musicale portoghese.
Ma il clima portoghese si fece ancora più difficile di quello che aveva lasciato nel 1801 per via dell'ingerenza inglese nella politica portoghese, dell'assenza della Corte che si era trasferita in Brasile e dell'aggravamento della repressione contro la massoneria portoghese e contro tutti coloro che osavano difendere i principii liberali del costituzionalismo. Cosicché decise di tornare a Londra, ove pubblicò "Tre sonate per pianoforte e violino", Op. 18 e, "Elementi di Musica e Metodo per suonare il pianoforte", Op. 19, la sua principale opera pedagogica che dedicò alla nazione portoghese. Inoltre compose la "Grande Sonata per pianoforte", Op. 20, "Fantasia e variazioni per pianoforte sull'aria di Mozart «Soyez Sensibles»", Op. 21, un'aria dall'opera Alessandro in Efeso composta e arrangiata per pianoforte", Op. 22, un Valzer e una Marcia.
Nel 1816, passò per Parigi e tornò a Lisbona in seguito alla morte di Maria I, avvenuta in Brasile. Nel 1817, Gomes Freire de Andrade è incarcerato nel Forte di São Julião da Barra e questo clima di repressione lo portò di nuovo a Parigi, nel 1818, ma anche là la situazione politica non è favorevole per la sua attività artistica. Tornò una terza volta in Portogallo, si dedicò alla composizione di quello che è considerato il suo capolavoro, il "Requiem Op.23, (In memoria di Camões)", animato dallo stesso spirito che aveva dato origine alla pubblicazione in Francia di una famosa edizioni de I Lusiadi. Questo Requiem è forse il più importante tra quelli composti tra il Requiem di Mozart (1791) e quello di Berlioz (1837).
João Domingos Bomtempo il 9 marzo 1821, appena alcuni mesi dopo l'insurrezione costituzionalista del 1820, offrire al Sovrano Congresso, una nuova messa in omaggio alla rigenerazione politica portoghese. Questa messa fu cantata nella chiesa di San Domenico il 28 marzo, seguita da un Te Deum ma, realizzata come omaggio alla nazione, Bomtempo poté allora osare ciò che prima non poteva e, compose una nuova Messa di Requiem, questa volta, per Gomes Freyre de Andrade e per i giustiziati del 1817.
João Domingos Bomtempo ebbe la stima di Giovanni VI e diresse le esequie di Maria I quando i suoi resti mortali giunsero a Lisbona. Riuscì a ottenere le condizioni che gli permisero di fondare la Sociedade Filarmónica, che diede inizio alla sua attività nell'agosto del 1822 con lo svolgimento di concerti periodici. Nel frattempo, la politica si intromise ancora una volta nella sua carriera, allorché la reazione miguelista gli proibì di proseguire con i concerti. Finì per doversi rifugiare al consolato russo, in cui visse per cinque anni, fino all'ingresso a Lisbona delle forze liberali di Pietro IV.

### Ritorno definitivo
Con la monarchia costituzionale, João Domingos Bomtempo poté riprendere la sua attività artistica e fu nominato da Pietro IV, professore della regina Maria II. Nel 1835, compose per il primo anniversario della morte di Pietro IV, una "Seconda Sinfonia" e un "Libera Me". Nel 1836, fu istituito, su proposta di Almeida Garrett, il Conservatorio Generale di Arte Drammatica, e fu affidata a Bomtempo la direzione della sua scuola di musica. Proseguì anche come direttore dell'Orchestra della Corte, in cui accumulò anche le funzioni di professore di pianoforte. Qui pretese di seguire un nuovo modello di pedagogia musicale, che si basava sui metodi di Muzio Clementi. Sebbene si dedicasse per lo più all'insegnamento continuò a comporre fino al 1842, data in cui compose e diresse una Messa festiva che fu eseguita, nella Igreja dos Caetanos, da professori e allievi del Conservatorio. Morì pochi giorni dopo, il 18 agosto 1842, vittima di apoplessia.

## Opere
Sebbene siano stati compiuti alcuni tentativi di divulgare la musica di João Domingos Bomtempo, soprattutto mediante alcune incisioni, la grande parte della sua produzione resta sconosciuta e inedita. Le sue composizioni comprendono concerti, sonate, fantasie e variazioni, composte per il pianoforte, da sempre il suo strumento preferito e di cui fu un esimio interprete. Sono note anche due sinfonie, sebbene si ritenga che ne esistano altre cinque, che trasmettono in modo molto evidente la sua personalità musicale e le sue influenze da parte della musica tedesca del periodo classico, infrequenti per un compositore iberico della sua epoca. Sono pure notevoli alcuni lavori corali-sinfonici come il "Requiem em memória de Camões" e i frammenti dell'opera Alessandro in Efeso.
La musica di Bomtempo, nonostante fosse rivestita da un'innegabile qualità e abbia allargato il panorama musicale portoghese dell'epoca, non è una musica d'avanguardia, essendo meno moderna di quella di Haydn e Mozart e molto meno di quella di Beethoven, suo contemporaneo.

### Elenco delle opere[1][2]
- Op. 1 - Sonata per pianoforte No.1 in fa maggiore
- Op. 2 - Concerto per pianoforte No.1 in mi bemolle maggiore
- Op. 3 - Concerto per pianoforte No.2 in fa minore
- Op. 4 - Fandango & Variazioni per pianoforte
- Op. 5 - Sonata per pianoforte No. 2 in do minore
- Op. 6 - Introduzione, 5 variazioni & fantasia su un tema di Paisiello - "Nel cor più non mi sento" per pianoforte
- Op. 7 - Concerto per pianoforte No.3 in sol minore
- Op. 8 - Capriccio & Variazioni su "God Save the King" per pianoforte, in mi bemolle maggiore
- Op. 9 No. 1 - Sonata per pianoforte No. 3 in mi bemolle maggiore
- Op. 9 No. 2 - Sonata per pianoforte No. 4 in do maggiore
- Op. 9 No. 3 - Sonata per violino e pianoforte in mi minore
- Op. 10 - Inno lusitano (cantata)
- Op. 11 - Sinfonia in mi bemolle maggiore
- Op. 12 - Concerto per pianoforte No. 4 in re maggiore
- Op. 13 - Sonata per pianoforte No. 5 in do maggiore
- Op. 14 - Fantasia per pianoforte in do maggiore
- Op. 15 No. 1 - Sonata per pianoforte No. 6 in la bemolle maggiore
- Op. 15 No. 2 - Sonata per pianoforte No. 7 in sol minore
- Op. 15 No. 3 - Variazioni per pianoforte su una canzone popolare francese
- Op. 16 - Quintetto per pianoforte in mi maggiore
- Op. 17 - A paz da Europa ("La pace d'Europa") (cantata)
- Op. 18 No. 1 - Sonata per pianoforte No. 8 in sol maggiore
- Op. 18 No. 2 - Sonata per pianoforte No. 9 in fa minore
- Op. 18 No. 3 - Sonata per pianoforte No. 10 in mi bemolle maggiore
- Op. 19 - 12 studi per pianoforte
- Op. 20 - Sonata per pianoforte No. 11 in mi bemolle maggiore
- Op. 21 - Variazioni per pianoforte su un tema da Die Zauberflöte in sol minore
- Op. 22 - Variazioni per pianoforte su un tema da Alessandro in Efeso in la bemolle maggiore
- Op. 23 - Requiem a Camões in do minore
- Op. 24 - Sonata No. 12 in si bemolle
- 4 Assoluzioni
- Libera me Domine in do minore
- Serenata per pianoforte e archi in fa maggiore
- Te Deum in fa maggiore
- Sinfonia No. 2 in re maggiore
- Valzer per pianoforte
- Alessandro in Efeso, opera seria

## Opere pedagogiche
- Elementos de música de methodo de tocar piano forte, op.19 (Londra, senza data).
- Traité de composition musicale (Manoscritto di provenienza privata della biblioteca di Ivo Cruz, Lisbona).
- Traité d’harmonie et de contrepoint (Manoscritto di provenienza privata della biblioteca di Ivo Cruz, Lisbona).